# Губанов, Георгий Васильевич
Гео́ргий Васи́льевич Губа́нов (2 декабря 1936, Северо-Кавказский край — 12 июля 2018) — русский советский писатель и публицист, редактор, журналист, член Союза писателей России и Петровской академии наук и искусств.

## Биография
Родился на хуторе Севостьяновском Вёшенского района Северо-Кавказского края, ныне Шолоховского района Ростовской области. В юности познакомился с Михаилом Шолоховым и получил от него напутствие, шолоховская тема стала темой всей его жизни. Окончил педучилище, затем с отличием Ленинградскую высшую партийную школу. Был литсотрудником вёшенской районной газеты, затем редактором заветинской районной газеты «Восход», инструктором, заведующим сектором печати, радио и телевидения, помощником первого секретаря Ростовского обкома партии, редактором газет «Вечерний Ростов» и «Молот». Почти 10 лет был собственным корреспондентом «Известий». В 1964 году в Москве был опубликован первый его рассказ «Старая шинель», затем выпустил более двадцати книг и сборников. Среди них — «Трудная щедрая земля», «Третий цвет радуги», «Серебряные плёсы», «В глубинах и на отмелях», «Баллада о коне донском, вольном скакуне, воине, пахаре, верном друге», «Шолохов. Мгновения жизни». Повесть «Номенклатура», опубликованная в журнале «Дон», вызвала бурную полемику. В 2000 году написал роман-хронику «Високосный год». Выпустил четырёхтомник «Золотые россыпи», куда вошли более 65 000 сочинённых им пословиц и поговорок. Автор сценариев документальных фильмов «Жемчужина России», «Вёшенские сосны», «Окно в вишнёвый сад», «От Волги до Дона», «Вольный табун», «Охранная грамота земли», «Чёрное солнце Михаила Шолохова» и других. Автор статей в «Советской России» о М. А. Шолохове, В. А. Закруткине, А. В. Калинине, Б. М. Думенко и других. Жил в станице Старочеркасской. Член Союза писателей России и Союза журналистов России.

## Общественная деятельность
Член КПРФ.

## Награды и почётные звания
- Заслуженный работник культуры Российской Федерации
- Член Петровской академии наук и искусств
- Медаль ЦК КПРФ «130 лет со дня рождения И.В. Сталина»